# 静岡県の登録有形文化財一覧
静岡県の登録有形文化財一覧（しずおかけんのとうろくゆうけいぶんかざいいちらん）は、静岡県にある登録有形文化財（国登録）の一覧。

## 西部

### 浜松市
- 旧二俣町役場
- 凱旋紀念門
- 竹山家住宅
- 旧小松楼本館
- 木下惠介記念館
- 方広寺
- 運転区揚水機室
- 運転区高架貯水槽
- 二俣川橋梁
- 天竜川橋梁
- 都田川橋梁
- 瀬戸山橋梁
- 瀬戸橋梁
- 天竜浜名湖鉄道運転区事務室
- 天竜浜名湖鉄道運転区浴場
- 天竜浜名湖鉄道運転区休憩所
- 天竜浜名湖鉄道機関車転車台
- 天竜浜名湖鉄道機関車扇形車庫
- 天竜浜名湖鉄道天竜二俣駅本屋
- 天竜浜名湖鉄道天竜二俣駅上り上屋及びプラットホーム
- 天竜浜名湖鉄道天竜二俣駅下り上屋及びプラットホーム
- 天竜浜名湖鉄道岩水寺駅待合所及びプラットホーム
- 天竜浜名湖鉄道宮口駅本屋及び上りプラットホーム
- 天竜浜名湖鉄道宮口駅待合所及び下りプラットホーム
- 天竜浜名湖鉄道金指駅上屋及びプラットホーム
- 天竜浜名湖鉄道金指駅高架貯水槽
- 天竜浜名湖鉄道気賀駅本屋
- 天竜浜名湖鉄道気賀駅上屋及びプラットホーム
- 天竜浜名湖鉄道西気賀駅本屋
- 天竜浜名湖鉄道西気賀駅待合所
- 天竜浜名湖鉄道三ヶ日駅本屋
- 気賀町高架橋
- 利木隧道

### 磐田市
- 静岡県立磐田農業高等学校記念館
- 大箸家住宅（花咲乃庄）
- 天竜浜名湖鉄道神田隧道
- 旧掛塚郵便局（長谷川家住宅）
- 靏谷家住宅
- 寺田家住宅主屋・旧丸四織物倉庫（ドルチェ倉庫）
- 玄妙寺経蔵
- 玄妙寺門柱及び塀
- 穂積家住宅長屋門

### 掛川市
- 天竜浜名湖鉄道富部橋梁
- 天竜浜名湖鉄道桜木駅本屋及び上りプラットホーム
- 天竜浜名湖鉄道原谷駅本屋
- 天竜浜名湖鉄道原野谷川橋梁
- 鈴木家住宅

### 袋井市
- 天竜浜名湖鉄道一宮川橋梁
- 可睡斎瑞龍閣
- 可睡斎東司
- 旧中村洋裁学院

### 菊川市
- 菊川赤れんが倉庫

### 森町
- 天竜浜名湖鉄道太田川橋梁
- 遠州森駅本屋及び上りプラットホーム
- 遠江一宮駅本屋

## 中部

### 静岡市
- 伊藤家住宅
- 真珠院鐘楼
- 清水港テルファー
- 東海道名主の館（小池家住宅）
- 鈴木家住宅店舗兼主屋
- 旧和泉屋（お休み処）
- 吉田家住宅
- 清水銀行由比支店本町特別出張所
- 明治宇津ノ谷隧道
- 旧マッケンジー住宅
- 鈴木家住宅
- 遍界山不去来庵本堂（渡邉家持仏堂）
- 大村家住宅
- 静岡銀行本店（旧静岡三十五銀行本店）
- 静岡市立高等学校旧正門
- 静岡県庁本館
- 静岡市役所本館
- 清水寺
- 旧五十嵐歯科医院
- 志田家住宅
- 坐漁荘

### 島田市
- 徳兵衛酒店土蔵
- 徳兵衛酒店店舗兼主屋
- 大井川鉄道新金谷駅舎
- 旧片岡醸造所酒蔵

### 藤枝市
- 潮生館本館
- 潮生館香梅荘
- 大旅籠柏屋
- 明治宇津ノ谷隧道
- 木和田川砂防一号堰堤
- 木和田川砂防二号堰堤
- 木和田川砂防三号堰堤
- 木和田川砂防四号堰堤
- 木和田川砂防五号堰堤
- 木和田川砂防六号堰堤
- 木和田川砂防七号堰堤
- 木和田川砂防八号堰堤
- 木和田川一号流路工
- 木和田川二号流路工

### 焼津市
- 原田家住宅

### 川根本町
- 大井川鐵道車両用転車台
- 木和田川砂防
- 木和田川一号流路工
- 木和田川二号流路工

## 東部

### 沼津市
- 大中寺恩香殿
- 大中寺通玄橋
- 光長寺御宝蔵
- 安田屋旅館松棟
- 安田屋旅館月棟
- 沼津倶楽部北棟
- 沼津倶楽部南棟
- 沼津倶楽部長屋門
- 松蔭寺開山堂
- 松蔭寺山門
- 小栗家住宅

### 三島市
- 丸平商店店舗
- 丸平商店土蔵
- 隆泉苑
- 隆泉苑表門
- 梅御殿
- 旧三島測候所庁舎
- 三嶋暦師の館（旧河合家住宅主屋）
- 懐古堂ムラカミ屋
- 旧小松野宮別邸桜御殿

### 富士市
- 常盤家住宅
- 旧岩渕火の見櫓
- 旧加藤酒店店舗兼主屋
- 旧順天堂田中歯科医院診療所兼主屋
- 旧東泉院宝蔵
- 旧六所家門及び塀

### 富士宮市
- 吉澤家住宅煉瓦蔵

### 御殿場市
- 神山復生病院事務所棟
- 富士カントリー倶楽部
- YMCA東山荘フィッシャー館
- YMCA東山荘齊藤記念館
- 旧岸邸

### 小山町
- 森村橋
- 松村家住宅
- 豊門公園西洋館（旧豊門青年学校）
- 豊門公園和田君遺悳碑
- 豊門公園噴水泉
- 豊門公園正門
- 豊門会館（旧和田豊治家住宅）和館
- 豊門会館（旧和田豊治家住宅）洋館

## 伊豆

### 熱海市
- 旧南葵文庫
- 平井家住宅
- 観魚洞隧道
- 東山荘
- 陽明館
- 旧井上侯爵家熱海別邸
- 旧須藤家熱海別邸（須藤水園）
- 旧テーテンス熱海別邸

### 伊東市
- 旧伊東警察署松原交番（伊東観光番）
- 旅館いな葉
- 川奈ホテル本館
- 川奈ホテル田舎家

### 伊豆市
- 新井旅館紅葉
- 新井旅館山陽荘
- 新井旅館桐の棟
- 新井旅館観音堂
- 新井旅館水蔵
- 新井旅館月の棟
- 新井旅館あやめの棟
- 新井旅館雪の棟
- 新井旅館霞の棟
- 新井旅館青州楼
- 新井旅館天平風呂
- 新井旅館渡りの橋
- 新井旅館甘泉楼
- 新井旅館吉野の棟
- 新井旅館花の棟
- 眠雲閣落合樓玄関棟
- 眠雲閣落合樓本館
- 眠雲閣落合樓眠雲亭
- 眠雲閣落合樓紫檀宴会場
- 眠雲閣落合樓配膳室階段棟
- 眠雲閣落合樓住居棟及び廊下
- 眠雲閣落合樓応接棟
- 大井上康学術文献資料館（旧大井上理農学研究所事務所及び実験所）

### 伊豆の国市
- 中川家住宅（旧高井治兵衛別荘）
- 旧菅沼家住宅
- 三養荘本館（旧岩崎久彌別邸）

### 松崎町
- 依田家住宅

### 河津町
- 旧木村家住宅
- 天城山隧道（旧天城トンネル）